# Thomas Macnamara

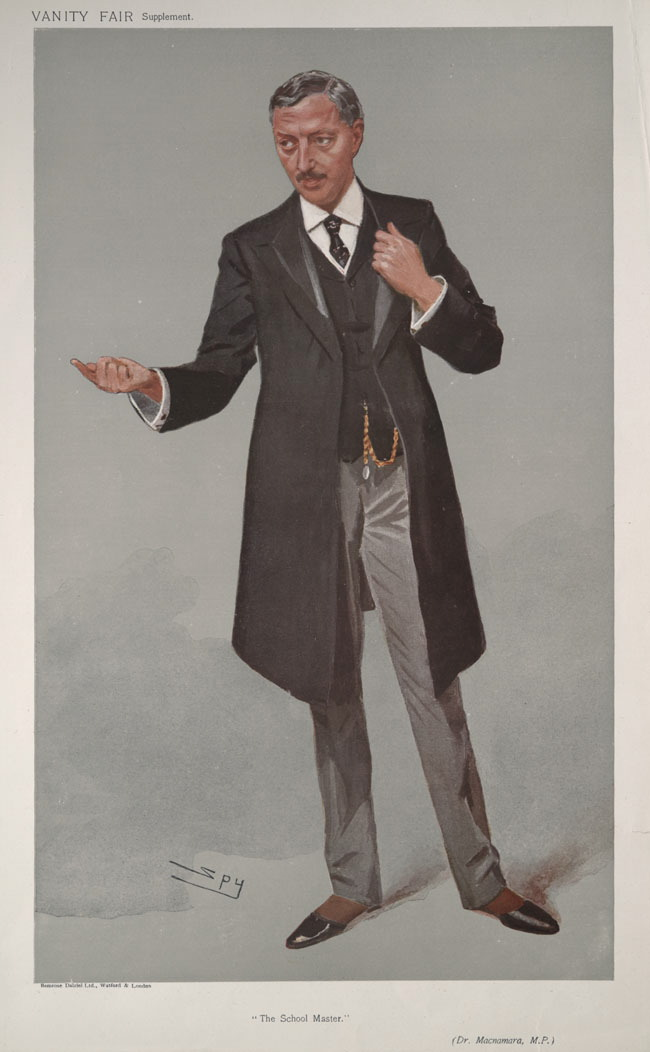
Thomas Macnamara.

Thomas James Macnamara, född den 23 augusti 1861 i Montreal, Kanada, död den 3 december 1931, var en brittisk politiker.
Macnamara avlade 1876 skollärarexamen i London och verkade som skollärare till 1892, då han övertog utgivningen av fackorganet The Schoolmaster. Macnamara valdes 1907 till liberal underhusledamot för en Londonvalkrets, blev understatssekreterare 1907 vid Local Government Board i Campbell-Bannermans och 1908 vid amiralitetet i Asquiths ministär. Från juni 1915 var han finanssekreterare vid skattkammaren först under Asquith, sedan under Lloyd George och 1920–1922 arbetsminister. Han visade mycken administrativ duglighet och gjorde sig även bemärkt som slagfärdig debattör samt stod Lloyd George personligen nära. Vid underhusvalen i november 1924 föll han igenom.